# 瞿韶華
瞿韶華（1914年12月4日—1996年5月11日），河北省定興縣人。中國國民黨黨員。天津市選出的候補立法委員。遷台後歷任臺灣省政府教育廳專門委員、臺灣省政府教育廳人事室主任。1959年任行政院副秘書長。1973年任臺灣省政府委員兼秘書長，曾代理台灣省政府主席。1978年任行政院秘書長。1984年任考試院考選部部長。1990年任國史館館長。1995年任總統府國策顧問。